# Danger, Go Slow
Danger, Go Slow es una comedia estadounidense muda de 1918 dirigida por Robert Z. Leonard, protagonizada por Mae Murray y Lon Chaney. La película se presume perdida.

## Trama
Mugsy Mulane es una expósita que forma parte de una banda de estafadores. Mugsy, que siempre se disfraza de chico, se sube a un tren de mercancías después del arresto de Jimmy la Anguila, el jefe de la banda.
En Cottonville, un pequeño pueblo, Mugsy se hace amiga de tía Sarah, que resulta ser la madre de Jimmy. La mujer está a punto de perder su finca ante el juez Cotton, que tiene la hipoteca de la propiedad.
Mugsy amenaza con chantajearlo y el juez cede. La joven logra vender la propiedad de tía Sarah a un precio muy alto y también convence a Jimmy de regresar a casa, abandonando las malas compañías que lo habían llevado por el mal camino.

## Reparto
- Mae Murray como Mugsy Mulane
- Jack Mulhall como Jimmy, la Anguila
- Lon Chaney como Bud
- Lydia Knott como Tía Sarah
- Joseph W. Girard como juez Cotton
- Alfred Allen como Jake el Silencioso (sin acreditar)
- Frank Brownlee como Bill (sin acreditar)
- Richard Cummings como Sherriff (sin acreditar)
- Hoot Gibson (sin acreditar)
- Martha Mattox como señora Pruddy (sin acreditar)
- Evelyn Selbie como señorita Witherspoon (sin acreditar)